# Distortion!!
「Distortion!!」（ディストーション!!）は、日本のテレビアニメ『ぼっち・ざ・ろっく！』の作中に登場するバンド・結束バンドによる配信シングル。2022年10月9日にアニプレックスより発売された。
同日には「青春コンプレックス」の先行配信が行われた。

## 概要
表題曲「Distortion!!」は、テレビアニメ『ぼっち・ざ・ろっく！』の第1話～第3話エンディングテーマに使用された。
作詞・作曲は谷口鮪、編曲は三井律郎が担当した。
なおタイトルの「Distortion(ディストーション)」とは、「歪み」や「ねじれ」、音響機器から出る歪んだ音色のことを指す。